# Juillet 1950
Cette page présente les faits marquants du mois de juillet 1950.

## Évènements
- 2 juillet :
  - France : début du deuxième gouvernement Queuille.
  - Bataille au large de Chumunjim.
  - Cinquième grand prix de F1 de la saison 1950 en France, remporté par Juan Manuel Fangio sur Alfa Romeo.

- 4 juillet, France : chute du deuxième gouvernement Queuille.

- 6 juillet : accords de Görlitz entre la République démocratique allemande et la République populaire de Pologne.

- 11 juillet[1] : avis de la Cour internationale de justice au sujet du statut international du Sud-Ouest africain. Elle accepte le refus de l’Afrique du Sud de céder à l’ONU son mandat sur le Sud-Ouest africain mais affirme qu'elle ne peut modifier unilatéralement le statut du territoire[2].

- 12 juillet, France : début du premier gouvernement Pleven.

- 13 juillet : admission de la RFA au Conseil de l'Europe.

- 16 juillet : L'Uruguay remporte la Coupe du Monde de football en battant le Brésil 2-1 au stade Maracanã à Rio de Janeiro

- 17 juillet : accusé d'espionnage au profit de l'URSS, l'ingénieur électricien Julius Rosenberg est arrêté. Sa femme Ethel sera également arrêtée le 11 août.

- 19 juillet : discours de Harry Truman sur la situation en Corée[3].

- 22 juillet : Léopold III revient en Belgique. Dès le 21 les attentats commencent. Plus de cent attentats vont être perpétrés, suivis d'une grève générale et de la tentative de formation d'un Gouvernement wallon séparatiste, épilogue de la question royale.

- 23 juillet : en RDA, Walter Ulbricht est élu secrétaire général du SED.

- 28 juillet : 
  - le général Manuel A. Odría est élu frauduleusement président de la République au Pérou.
  - Première certification au monde d'un avion de ligne à réaction, le Vickers Viscount.

- 31 juillet : devant l’ampleur des manifestations suscités par son retour à Bruxelles, Léopold III décide de déléguer ses pouvoirs au prince Baudouin.

## Naissances
- 3 juillet : Élie Chouraqui, réalisateur, français.
- 5 juillet : Deepak Obhrai, homme politique.
- 6 juillet : 
  - Gabriele Albertini, juriste et homme politique italien, ancien maire de Milan et député européen.
  - Hélène Scherrer, femme politique fédérale provenant du Québec.
  - Wouter Basson (surnommé « Docteur La Mort »), cardiologue sud-africain.
- 7 juillet : 
  - Leon Benoit, homme politique.
  - Themba N. Masuku, homme politique swazi.
  - Rosaura Ruiz Gutiérrez, biologiste mexicaine.
- 9 juillet : Tioulong Saumura, femme politique cambodgienne.
- 10 juillet : Prokópis Pavlópoulos, homme d'État grec.
- 11 juillet : 
  - Lawrence J. DeLucas, astronaute américain.
  - Bruce McGill, acteur américain.
- 13 juillet : George D. Nelson, astronaute américain.
- 15 juillet : Denis Côté, accordéoniste québécois.
- 18 juillet : 
  - Richard Branson, entrepreneur britannique (Virgin).
  - Jack Layton, chef du Nouveau Parti démocratique du Canada.
  - Jack J. Dongarra, universitaire américain, mathématicien et informaticien.
- 23 juillet : Roland Orépük, peintre et graphiste français († 28 novembre 2023).
- 26 juillet : Nicholas Evans, journaliste et écrivain britannique.
- 31 juillet : Richard Berry, acteur français.

## Décès
- 2 juillet : Paul Chmaroff, peintre russe (° 22 septembre 1874).
- 7 juillet : Fats Navarro, trompettiste de jazz américain (° 24 septembre 1923).
- 22 juillet : William Lyon Mackenzie King, premier ministre du Canada.
- 25 juillet : Gleason Belzile, homme politique fédéral provenant du Québec.
- 31 juillet : Hans Effenberger, écrivain et compositeur austro-polonais (° 5 mai 1884).